# Badusa
Badusa é um género botânico pertencente à família Rubiaceae.

## Espécies
- Badusa corymbifera (G.Forst.) A.Gray
- Badusa palauensis Valeton
- Badusa palawanensis Ridsdale